# Львово (городской округ Истра)
Львово — деревня в Костровском сельском поселении Истринского района Московской области. Население — 0 чел. (2016), зарегистрировано 1 садовое товарищество.
Находится примерно в 22 км на юго-запад от Истры, на правом берегу Малой Истры, высота над уровнем моря 205 м. К югу от Львово начинаются обширные болота, которые уходят в соседний Одинцовский район. Ближайшие населённые пункты расположены в 1—2 км: Юркино, Воскресёнки, Раково, Сорокино, Татищево.

## Население
| 1859 | 1890 | 1899 | 1926 | 2002 | 2006 | 2010 |
| ---- | ---- | ---- | ---- | ---- | ---- | ---- |
| 36   | ↗101 | ↗179 | ↘125 | ↘10  | ↘2   | →2   |
| 2016 |      |      |      |      |      |      |
| ↘0   |      |      |      |      |      |      |